# Klaus is dead
Klaus is dead ist das erste Album der Punkrock-Band Swoons aus Wolfhagen in Hessen. Das nur auf CD veröffentlichte Debüt erschien 1992.

## Einordnung
Klaus is dead ist ein typisches Debütalbum. Es erschien nur zwei Jahre nach Gründung der Band. Die beiden Sängerinnen Tina und Tanja gingen noch zur Schule. Das Album wurde mit einfachsten Mitteln produziert und klingt entsprechend naiv, spontan und unfertig. Besonders charakteristisch sind die beiden Sängerinnen und das primitive Englisch, in dem die Texte verfasst sind. Die Songs sind einfach und gitarrenorientiert und erinnern an Bands wie die Ramones oder die frühen Blondie. Die meisten Stücke sind schnell und beschäftigen sich mit unbeschwerten Themen.
Klaus is dead ist dem verstorbenen deutschen Schauspieler Klaus Kinski gewidmet.
Bekannt wurde die CD durch den britischen Radio-DJ John Peel, der zwei Songs auf dem Militärsender BFBS spielte und dazu einen langen Brief des Plattenlabels vorlas, in dem Wolfhagen, die Heimatstadt der Swoons, als deutsches Seattle bezeichnet wurde. Seattle ist die Heimatstadt von damals sehr einflussreichen Grunge-Bands wie Nirvana oder Pearl Jam.
Klaus is dead unterscheidet sich stark von späteren Veröffentlichungen der Band, denen häufig der Spaß und die Spontanität des Debüts fehlt.

### Booklet
Im Booklet finden sich Steckbriefe der einzelnen Bandmitglieder. Im Stil der Jugendzeitschrift Bravo beantworten sie dort mehr oder weniger ernsthafte Fragen nach ihren Lieblingstieren oder Lieblingsgetränken. Auf der CD selbst ist ein ebenfalls nicht ganz ernst gemeintes Rezept abgedruckt.

## Titelliste
1. Leave me alone – 2:51
2. Don´t wanna be with You – 2:16
3. Big Mäc Vibrator – 1:54
4. Coming Home – 2:41
5. Lovesong – 2:19
6. Happy Frog – 1:25
7. No Loveletter – 2:58
8. Knock, Knock, Knock – 1:04
9. Icecream and Lemonade – 2:13
10. Klaus is dead – 4:36
11. Falling – 0:52

Alle Songs wurden von Stefan Becker und den Swoons geschrieben, Knock, Knock, Knock von Collins.